# Monografies Mèdiques
Monografies Mèdiques és una publicació mensual que recull articles sobre medicina. Inicialment fou creada per Jaume Aiguader i Miró el desembre de 1926, amb la finalitat de fer apologia de les publicacions mèdiques en català, i es va publicar fins a desembre de 1936. El 1969 es va a tornar a publicar novament per la nova generació de metges encapçalada, entre d'altres, per Oriol Casassas i Simó, i des del 1976 se n'encarrega de la publicació l'Acadèmia de Ciències Mèdiques de Catalunya i Balears, amb els objectius de contribuir a un millor progrés i difusió de les ciències mèdiques i ajudar a la normalització lingüística en les publicacions en català.